# Enoplotrupes birmanicus
Enoplotrupes birmanicus là một loài bọ cánh cứng trong họ Geotrupidae. Loài này được Gestro miêu tả khoa học năm 1888.